# Gunilla von Platen
Gunilla Günel von Platen, tidigare Samuelsson, ursprungligen Günel Anip, född 3 januari 1972 i Zaz i Turkiet, är en svensk entreprenör och företagsledare.

## Biografi
Gunilla von Platen, som är assyrier/syrian, grundade tillsammans med Jim Huzell kundserviceföretaget Xzakt Kundrelation år 2000. von Platen var från starten företagets VD, men lämnade VD-uppdraget 2010 och var därefter arbetande styrelseordförande. Gunilla von Platen var från 2004 ensam ägare av Xzakt Kundrelation. Företaget har cirka 300 anställda med kontor i Stockholm, Skellefteå och Gävle och fanns tidigare även i Trollhättan och Åbo. År 2017 sålde hon företaget till riskkapitalbolaget Altor.
von Platen har varit styrelseledamot i Cision. Sedan 2017 är von Platen delägare och styrelseledamot i Transcom Worldwide S.A. Hon är också en av ambassadörerna för hjälporganisationen Hand in Hand.
Gunilla von Platen var sommarvärd i Sveriges Radio P1 den 20 juli 2007 och 19 juli 2020. Hon medverkade även i SVT:s program Draknästet som sändes under våren 2009.
I februari 2020 kom von Platen ut med sin biografi Draken i rummet på Albert Bonniers förlag. Hon var programledare för The Apprentice Sverige som sändes våren 2022.

## Utmärkelser
Gunilla von Platen erhöll 2006 utmärkelsen Årets stjärnskott av Ernst & Young som varje år utser EY Entrepreneur of the Year efter att ha utsetts till Entrepreneur of the Year i Norr. von Platen har också vunnit en rad andra utmärkelser för sitt entreprenörskap. Hon är en av Svenskt Näringslivs ambassadörer.
Den 23 april 2015 mottog Gunilla von Platen Kungliga Patriotiska Sällskapets Näringslivsmedalj för framstående entreprenörskap.
I december 2016 medverkade Gunilla von Platen i Nobelstudion i SVT, där hon bjöds in för att diskutera hur man motiverar sina medarbetare och huruvida incitamentsbaserad bonuslönesättning är ett bra verktyg för att hålla motivationen hög. Hon var inbjuden tillsammans med Micael Dahlen och Katarina Gospic, och diskuterade även Sveriges Riksbanks pris i ekonomisk vetenskap till Alfred Nobels minne 2016.
I april 2019 nominerades Gunilla von Platen till National Global Woman Award i kategorin Global Woman Leadership Award.

## Övriga engagemang
Stiftelsen 100% grundades år 2006 av Gunilla von Platen, Douglas Roos och Mats Qviberg, med syfte att "hjälpa utsatta barn i fattiga regioner samt att, om det är möjligt, ge dem en utbildning och social trygghet." Stiftelsen samlade under en gala 2015 in pengar för att bygga ett barnhem i Damaskus i Syrien. Barnhemmet ska ge boende, mat och skolgång åt föräldralösa barn från Syrien och Irak, oavsett barnets religionstillhörighet. Byggandet är 2019 inte färdigställt men verksamheten har i väntan på detta fortgått i liten skala.
Gunilla von Platen blev 2011 medlem i YPO, Young Presidents Organization, och blev 2016 upptagen i styrelsen för den svenska verksamheten.
Steve Angello och Gunilla von Platen, med stöd av Cristina Stenbeck, står bakom satsningen av välgörenhetsprojektet För vårt Sverige som ska hjälpa ensamstående mammor, utsatta ungdomar och stötta kampen mot diabetes.
I februari 2023 utsågs Gunilla von Platen till ordförande i Svenska Filminstitutet.<ref]>Regeringen (24 februari 2023). ”Ny ordförande i styrelsen för Filminstitutet”. Pressmeddelande.  Läst 22 september 2023.</ref> Som sådan delade hon ut hedersguldbaggen till Lasse Hallströmpå Guldbaggegalan 13 januari 2025.